# Sebastia argus
Sebastia argus là một loài bướm đêm thuộc phân họ Arctiinae, họ Erebidae.